# Oğuz, Beşikdüzü
Oğuz là một thị trấn thuộc huyện Beşikdüzü, tỉnh Trabzon, Thổ Nhĩ Kỳ. Dân số thời điểm năm 2011 là 2.075 người.